# Minglanilla
Pour la ville des Philippines, voir Minglanilla (Cebu).
Minglanilla est une commune d'Espagne, dans la province de Cuenca, communauté autonome de Castille-La Manche.